# Opéra Garnier
Opéra Garnier, Palais Garnier – gmach opery w Paryżu przeznaczony dla 2200 osób, wybudowany w stylu eklektycznym w latach 70. XIX w. według projektu Charles’a Garniera. Od otwarcia w 1875 do wybudowania Opéra Bastille siedziba Narodowej Opery Paryża, zaś od przeniesienia się zespołu do nowego obiektu nosi nazwę Palais Garnier, chociaż na fasadzie nadal widnieje stary napis Académie Nationale de Musique.

## Historia

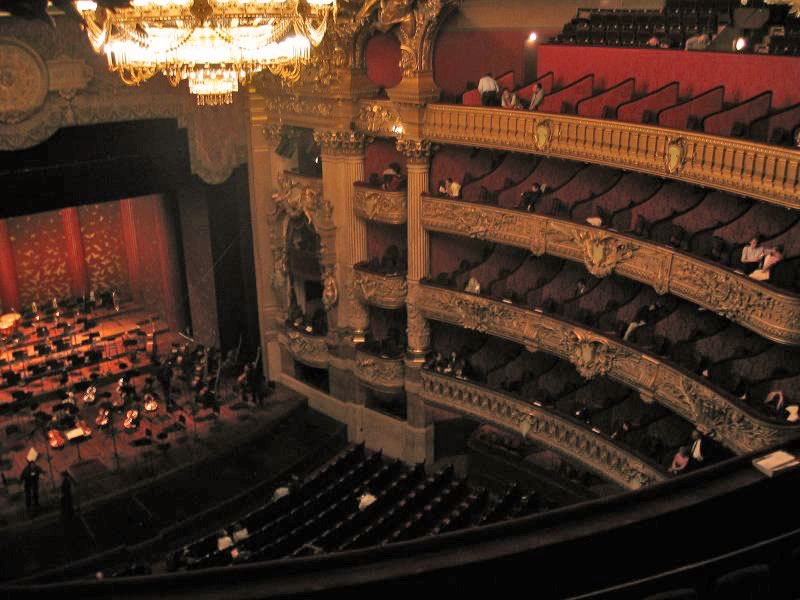
Sala główna

Królewska Akademia Muzyki istniała we Francji od 1672, zainaugurowana przez Jean-Baptiste’a Lully’ego na koszt dworu królewskiego, zajmująca się nie tylko muzyką instrumentalną, ale także baletem i operą. Od 1713 Akademia posiadała swój gmach w Paryżu, który nie dotrwał do naszych czasów, ponieważ został zniszczony przez pożar w 1874 r. Do czasu oficjalnego przeniesienia zespołu opery i baletu do nowo zbudowanego gmachu Opéry Garnier, w stolicy Francji funkcjonowało 13 różnych budynków teatralnych, każdy z nich szczycący się, często mylnie, mianem Opery Paryskiej.
Budowa Palais Garnier miała miejsce w czasie wielkiej przebudowy Paryża w czasach II Cesarstwa. W 1858 cesarz Napoleon III Bonaparte osobiście wydał polecenie rozbiórki 12 tys. metrów kwadratowych średniowiecznej zabudowy miejskiej w celu zwolnienia miejsca pod gmach teatralny. Konkurs na projekt gmachu wygrał nieznany dotąd 35-letni Charles Garnier. Kamień węgielny został położony w 1861, rok później rozpoczęły się prace budowlane. W zamyśle twórców opera miała ukazywać bogactwo II Cesarstwa i stać się symbolem kulturalnego mecenatu Napoleona III.
Prace budowlane napotkały na liczne opóźnienia. Wybrane na budowę miejsce okazało się niefortunne – położone na grząskim gruncie i podziemnym jeziorze, z którego woda musiała być sztucznie wypompowywana przez osiem kolejnych miesięcy. Wybuch wojny francusko-pruskiej dodatkowo opóźnił budowę. W czasie Komuny Paryskiej na terenie niedokończonego budynku wersalczycy rozstrzelali kilkanaście osób. W 1873 w prawie gotowym obiekcie wybuchł pożar. Ostatecznie gmach opery oddano do użytku w końcu 1874 i zainaugurowano w 1875 inscenizacją fragmentów opery Fromentala Halévy’ego Żydówka.
W 1896 na publiczność spadł wielki żyrandol, zabijając jedną osobę. Poważnie uszkodzona została przy tej okazji dekoracja malarska sufitu, którą w 1964 r. zastąpiły nowe freski Marca Chagalla.
W 1940, po wkroczeniu Wehrmachtu do Paryża, gmach opery zwiedził Adolf Hitler.
W latach 90. XX w. i na początku XXI w. opera przeszła remont generalny zakończony w 2006.

## Architektura

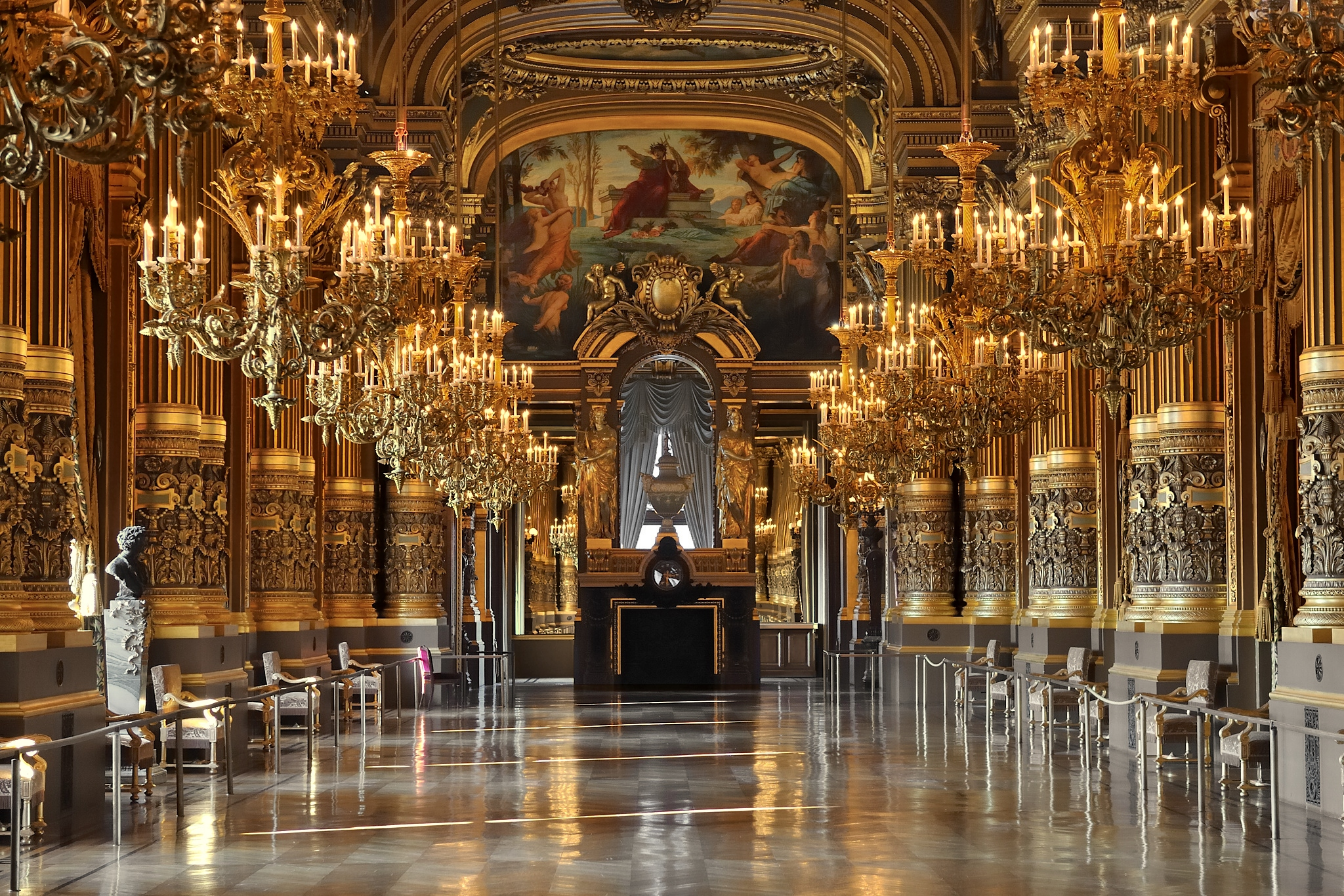
Foyer opery

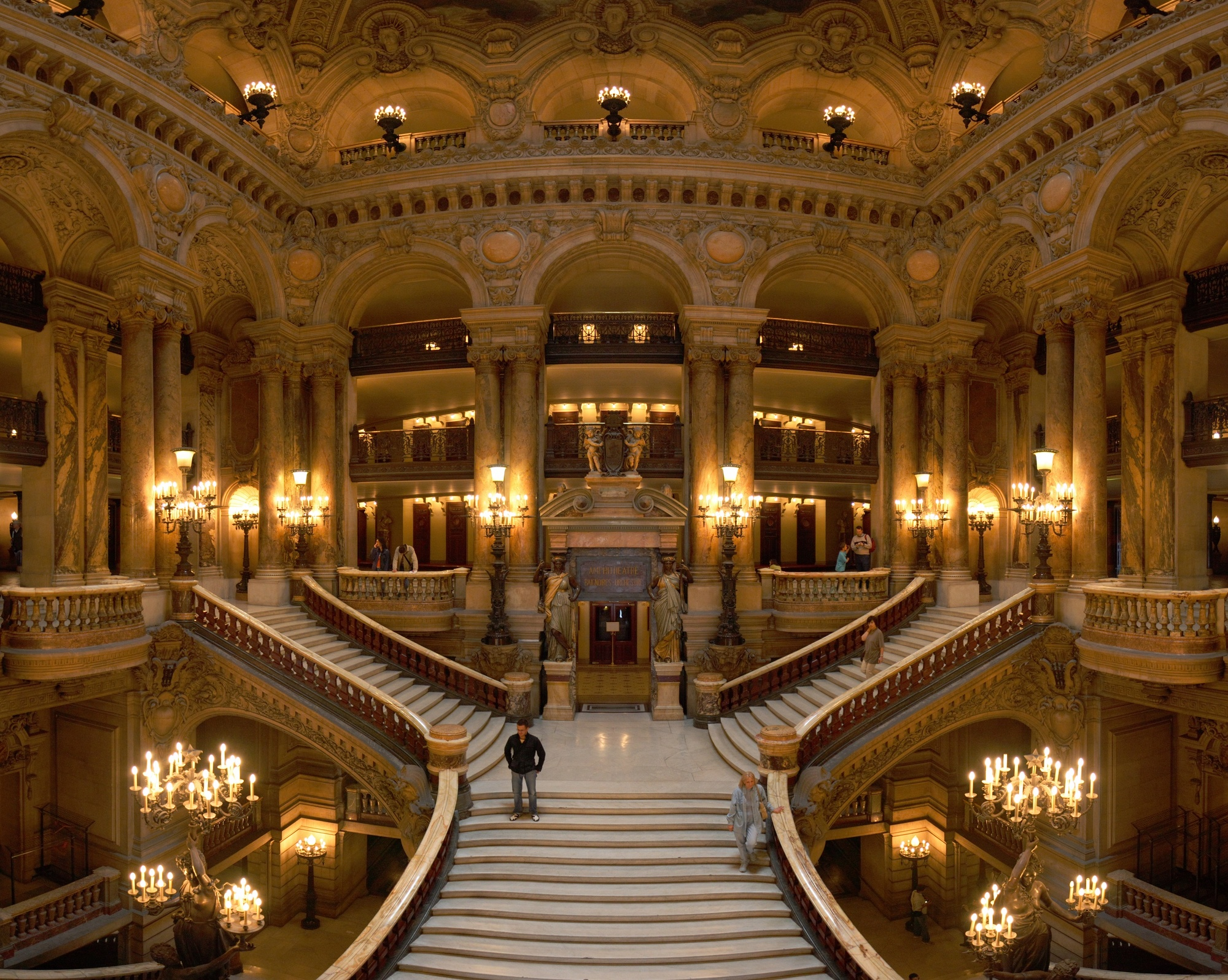
Schody główne

Opéra Garnier zajmuje 11 tys. metrów kwadratowych. Podczas koncertów na widowni może zasiąść 2200 osób, zaś scena pomieści 450 artystów. Główny żyrandol waży 6 ton. Utrzymany w stylu barokowym budynek łączy w sobie symetrię i niezwykłe bogactwo ozdób i ornamentów. Potężna klatka schodowa zajmuje więcej miejsca niż scena z widownią, co oddawało ówczesną potrzebę prezentacji przez bogate i silne mieszczaństwo Paryża. Widownia na ponad 2000 osób utrzymana jest w eleganckiej czerwieni i złocie. Posiada cztery balkony. Malowidło na suficie, autorstwa Marca Chagalla, przedstawia znane paryskie budowle wplecione w sceny z oper.

## W literaturze
- W operze Garnier rozgrywa się akcja powieści Gastona Leroux Upiór w operze. Autor zainspirował się istnieniem w podziemiach opery zbiornika z wodą oraz słynnym upadkiem żyrandola.